# 2019年巴布亚抗议活动
2019年巴布亚抗议活动自2019年8月19日在印尼西巴布亚等地连续发生，起因是当局于8月17日在泗水逮捕43名污损印尼国旗的巴布亚学生，引发当地巴布亚原住民的不满，要求脱离印尼宣布独立。路透社认为这场活动是当地几年来最严重的冲突，其中查亚普拉、索龙、法克法克、蒂米卡和马诺夸里发生暴力冲突，多座私人及公共机关大楼遭到污损或纵火。随着局势的不断恶化，印尼当局以「阻止不实消息的传播」为由关闭当地的互联网访问，部分地区于9月5日解除封锁。

## 背景

西巴布亞省和巴布亚省组成的西巴布亚在地图中的位置。

巴布亚前称荷属新几内亚，是荷兰的殖民地。1969年富有争议性的《自由选择法》通过后，巴布亚并入印尼。随后几年，当地发生强度较低的叛乱。后来在2018年12月，恩杜加县的分裂主义份子屠杀负责在当地修筑跨巴布亚公路的工人，印尼当局随即部署大批军事人员，当地数千名民众流离失所。为了缓和地区紧张局面，印尼当局赋予该地更多的自治权力，而总统佐科·维多多更于2014年上任后六次到当地视察。
2019年8月15日是1962年《纽约协议》签署周年纪念，当天在图瓦卢举行的太平洋岛国论坛就巴布亚问题举行研讨会，印尼泗水、森塔尼、特爾納特、安汶、万隆、日惹、雅加达和玛琅多个城市有巴布亚人示威。示威队伍中有多个学生组织。日惹和雅加达的活动大体上和平，警方曾驱散人群，但其他城市有示威者被捕，不久后获释。万隆的民兵组织要求抗议者改变集会地点。玛琅的示威者与反对人士及阿雷马足球俱乐部产生肢体和言语冲突。5名示威者“伤势严重”，其他示威者都不同程度受伤。
16日是印尼独立日前一天，东爪哇省的43名巴布亚学生损毁所住大楼外的国旗，被警方逮捕。警方表示，警察进入大楼展开突击搜捕时，示威者在门外聚集，想要攻击。伊斯兰捍卫者阵线和潘查希拉青年团民兵也在场，他们与学生爆发言语和肢体冲突，向学生大喊“猴子，滚出去”。

## 过程

### 2019年8月
8月19日，西巴布亚省首府马诺夸里爆发示威，数千人到场。活动演变成骚乱，当地议会大楼被纵火。印尼当局表示，三名警察被示威者投掷石块砸中。除了公共机构，私人地产也被纵火。部分示威者高呼独立口号，举着自由巴布亚运动的晨星旗（即荷属新几内亚旗帜）。印尼法律规定，参与骚乱的刑期最高15年 。西巴布亚省副省长穆罕默德·拉科塔尼表示示威完全瘫痪当地的经济。西巴布亚民族委员会发言人确认活动中有一名女性的脚踝中枪。印尼军方向媒体表示，300名士兵于8月21日被部署到当地，整个礼拜有1200名安全人员在岗。
巴布亚省最大城市、首府查亚普拉有数百名示威者强行降下省长卢卡斯·恩讷贝办公室前的国旗，并堵塞通往仙谷国际机场的道路。
索龙的抗议伴有枪声。泗水的示威者穿着猴子装扮，回应“猴子”辱骂。一名示威人士入侵多米尼克爱德华·奥索机场，投石块砸烂机场玻璃窗，损毁航站楼，机场运营一度中断。除了之外，监狱也被纵火，导致258名罪犯脱狱，部分狱警受伤。不过，8月23日一名监狱工作人员指出，脱狱的囚犯大多是想躲避火灾，去看望他们的家人，现在已经回到监狱。
矿产重镇蒂米卡有4000到5000名示威者集会，部分人士损毁临近米米卡县地方议会的一家酒店。随后，示威者和警方在议会大楼前爆发冲突，警方最终驱散等待县长埃迪努斯·奥玛楞（Eltinus Omaleng）出现的人群，并逮捕涉嫌损毁酒店或要求当地汽修店提供轮胎作焚烧用的数十人。3名警察在行动中负伤。
法克法克于8月21日有上千人示威，当地市场和办公楼被烧，法克法克托利亚机场的道路被堵，警方出动催泪弹驱散人群，部分人受伤。警方发言人表示局面“受控”。
马老奇、纳比雷、亚胡基摩县和比亞克島多个城镇也举行了集会。
8月22日，雅加达有巴布亚学生在内政部外集会。当天，印尼政府宣布巴布亚地区断网。
23日，和平示威继续，其中萨米县大游行。次日，三宝垄举行独立集会。日惹、万隆和丹帕沙等地出现反种族主义集会。部分活动人士表示，这是当地多年来规模最大的集会。
26日，德亚伊县的和平集会中，有示威者高举西巴布亚旗帜，组织方表示有5000人参与。当天，瓦梅纳、帕尼艾县、亚胡基摩县、多吉亚伊县的城镇，加上不属于巴布亚的城市望加锡举行机会，参与人数一度达到7000人。
28日，德亚伊县的示威者要求县长签署一份要求独立公投的请愿书，但官方表示有示威者袭击守卫县长办公室的警察。随后发生的冲突中，一名陆军中士遇害，一些军官受伤。警方表示，行动中有两名平民遇害，但当地媒体《Suara Papua》报道有6人死亡，而人权观察者称7人死亡。后来，警方改口称有5名示威者尝试抢走警察的武器而被击毙。
29日，示威者烧毁多个政府大楼和一家购物中心，警方发射催泪弹和橡皮子弹。
30日早晨，示威者在查亚普拉选举委员会大楼纵火，燒毀2019年地方议会选举参选人的文件。一天前，示威者还烧毁了大楼和车辆，闯入阿贝普拉的一所监狱。当晚，有1250名安全人员到场戒备。就在30日，要求独立的示威者占领了省长大楼，抗议在西巴布亚多地蔓延，首都雅加达也有抗议。

### 2019年9月
9月1日，西巴布亚的三名大学生在宿舍被亲政府武装组织开枪击毙。视频显示，印尼士兵在上周曾向和平示威者发射实弹，6到8名示威者遇害。警方逮捕了十多位示威者，印尼当局表示他们于8月29日朝政府大楼纵火，阿贝普拉警方在清场行动中击毙一名青年示威者。
2日，印尼政府向西巴布亚增援6000名警方和军人。当局禁止他们所认为的“暴力抗议”，警告在公共场合“支持分裂”、“散播分裂观点”的人士一旦被抓，会被控叛国罪。印尼移民官员表示驱逐四名参与独派示威的澳大利亚人。当天，印尼当局宣布限制外国人进入当地，同时警方阻止马诺夸里的独派游行。
4日，警察总长卢基·赫尔马万指控人权律师维罗妮卡·科曼（Veronica Koman）利用个人Twitter账户散布东爪哇43名巴布亚学生遭逮捕的信息，煽动巴布亚人抗议。卢基认为她“非常积极地传播仇恨新闻”，承诺会逮捕可疑的社会活动人士：“警方会追捕他们......我们已经知道他们是谁。”
联合国人权事务高级专员办事处发表声明，谴责西巴布亚的暴力行动，呼吁印尼当局出面制止民族主义民兵攻击示威者，防止记者、人权维护者和学生遭到他们恐吓。办事处还呼吁印尼政府和巴布亚人展开对话。
5日，印尼政府部分解除网络封锁，不过表示若局势“恶化”会再度断网。
23日，一名学生在抗议活动中遇害，印尼军方表示当天示威者向瓦梅纳政府办公室纵火。地方军事区指挥官表示，骚扰中有16名平民死亡，65人受伤，警方或军方均无伤亡。地方官员表示，这场示威是由城里的另一起独立的种族主义事件引致的。《罗盘报》在瓦梅纳的记者报道称，市内枪声四起，民众纷纷到警察局和军事基地寻求庇护。16位遇害的平民有13位来自省外，他们大多数受困于着火的大楼中。通讯和信息部宣布中断瓦梅纳的网络。
当天发生在泗水市的另一场抗议活动中，警方击毙了三位示威者，但有一名警察遇害。当时极乐鸟大学内示威（当局指他们是巴布亚学生联盟）的组织与亲军方民兵团体爆发冲突。

## 各方反应
针对活动，印尼信息与通讯部长中断索龙的互联网，表示此举意在打击假信息，但断网范围后来扩大到整个西巴布亚。此外，部长表示已关闭多个“分享挑衅性内容”的社交媒体帐号。多个人权组织不满断网举措，到雅加达抗议。
8月19日夜晚，佐科·维多多总统发布声明，敦促巴布亚人保持冷静：“情绪化是没问题的，如果能宽容就好了，带上耐心更好。”维多多准备到当地视察。政治、法律及安全事务协调部部长维兰托承诺彻查泗水事件，表示需要控制巴布亚的局面。他认为骚乱局势让“某一方”得益，声称自己曾指示安全部队避免采取措施镇压及常规弹药，但也拒绝公投的可能性。警察总长迪托·卡尔纳维安表示，骚扰的起因除了泗水的事件以及涉事学生遭受的不公对待，还有一名学生在拘禁期间遇害的假消息。
人民代表会议副主席法德利·佐恩呼吁调查有份参与泗水事件的各方。对此，东爪哇地方警察成立调查小组。天主教安汶教区主教伯多祿·卡尼修斯·曼達吉呼吁和平抗议，表示巴布亚人“不要像种族主义者一样野蛮”。巴布亚地方代表理事会委員尤里斯·拉维亚伊呼吁解散伊斯兰教士联合会的多功能青年團，回应索隆示威者诉求。巴布亚省长卢卡斯·恩讷贝于8月27日到泗水市视察巴布亚学生大楼，但学生们拒之门外，而泗水市长特丽·莉斯玛哈莉妮等人也被拒绝。
大印尼运动党党员特丽·苏桑蒂（Tri Susanti）组织了泗水反巴布亚学生示威。她为巴布亚各地的抗议公开道歉，并否认虐待学生。
西巴布亚独派领导人本尼·溫達认为泗水事件“点燃了近60年来遭受种族歧视和虐待的巴布亚人的怒火”。独派武装组织西巴布亚解放组织发言人表示组织未参与抗议。
抗议期间共有10多人因各种罪名被捕，其中仅查亚普拉就有28人因掠夺和破坏建筑物等罪名被警方扣留。雅加达两名学生因高举西巴布亚旗帜被控叛国罪。之后，警方于9月9日在泗水极乐鸟大学学生宿舍逮捕18人。